# Kay Boyle
Kay Boyle (19 de febrero de 1902, St. Paul - 27 de diciembre de 1992) fue una novelista, cuentista, educadora y activista política estadounidense. Ganó el Premio O. Henry.

## Biografía
Nieta de un editor, Boyle nació en St. Paul, Minnesota, y creció en varias ciudades, pero principalmente en Cincinnati, Ohio. Su padre, Howard Peterson Boyle, era abogado, pero su mayor influencia provino de su madre, Katherine Evans, una activista literaria y social que creía que los ricos tenían la obligación de ayudar a los económicamente menos afortunados. En años posteriores, Kay Boyle defendió la integración y los derechos civiles. Abogó por la prohibición de las armas nucleares y la retirada estadounidense de la guerra de Vietnam.
Boyle se educó en la exclusiva Escuela Shipley en Bryn Mawr, Pensilvania, luego estudió arquitectura en la Universidad de Ohio en Cincinnati. Interesada en las artes, estudió violín en el Conservatorio de Música de Cincinnati antes de establecerse en la ciudad de Nueva York en 1922, donde encontró trabajo como escritora y editora en una pequeña revista.

## Vida personal
Ese mismo año conoció y se casó con un estudiante de intercambio francés, Richard Brault, y se mudaron a Francia en 1923. Se quedó en Europa durante la mayor parte de los próximos veinte años. Separada de su esposo, formó una relación con el editor de la revista Ernest Walsh, con quien tuvo una hija, Sharon, llamada así por la Rosa de Sharon, en marzo de 1927, cinco meses después de la muerte de Walsh por tuberculosis en octubre de 1926.
En 1928 conoció a Laurence Vail, quien entonces estaba casado con Peggy Guggenheim. Boyle y Vail vivieron juntos entre 1929 y 1932 cuando, tras su divorcio, se casaron. Con Vail, tuvo tres hijos más: las hijas Apple-Joan en 1929, Kathe en 1934 y Clover en 1939. Durante sus años en Francia, Boyle se asoció con varias revistas literarias innovadoras y se hizo amigo de muchos de los escritores y artistas que vivían en París alrededor de Montparnasse. Entre sus amigos estaban Harry y Caresse Crosby, dueños de Black Sun Press y publicaron su primera obra de ficción, una colección titulada Short Stories. Se hicieron tan buenos amigos que en 1928 Harry Crosby cobró algunos dividendos en acciones para ayudar a Boyle a pagar un aborto. Otros amigos incluyeron a Eugene y Maria Jolas . Boyle también escribió para Transition, una de las publicaciones literarias más destacadas de la época. Poeta y novelista, sus primeros escritos a menudo reflejaban su búsqueda de por vida del amor verdadero, así como su interés en las relaciones de poder entre hombres y mujeres. Los cuentos de Boyle ganaron dos premios O. Henry.
En 1936, escribió una novela, Death of a Man, un ataque a la creciente amenaza del nazismo. En 1943, tras su divorcio de Laurence Vail, se casó con el barón Joseph von Franckenstein, con quien tuvo dos hijos: Faith en 1942 e Ian en 1943. Después de haber vivido en Francia, Austria, Inglaterra y Alemania después de la Segunda Guerra Mundial, Boyle regresó a los Estados Unidos.

## Macartismo, vida posterior
En los Estados Unidos, Boyle y su esposo fueron víctimas del macartismo de principios de la década de 1950. Su marido fue despedido por Roy Cohn de su puesto en la División de Asuntos Públicos del Departamento de Estado de los Estados Unidos, y Boyle perdió su puesto como corresponsal en el extranjero de The New Yorker, puesto que había ocupado durante seis años. Fue incluida en la lista negra de la mayoría de las principales revistas. Durante este período, su vida y sus escritos se volvieron cada vez más políticos.
Ella y su esposo fueron autorizados por el Departamento de Estado de los Estados Unidos en 1957.

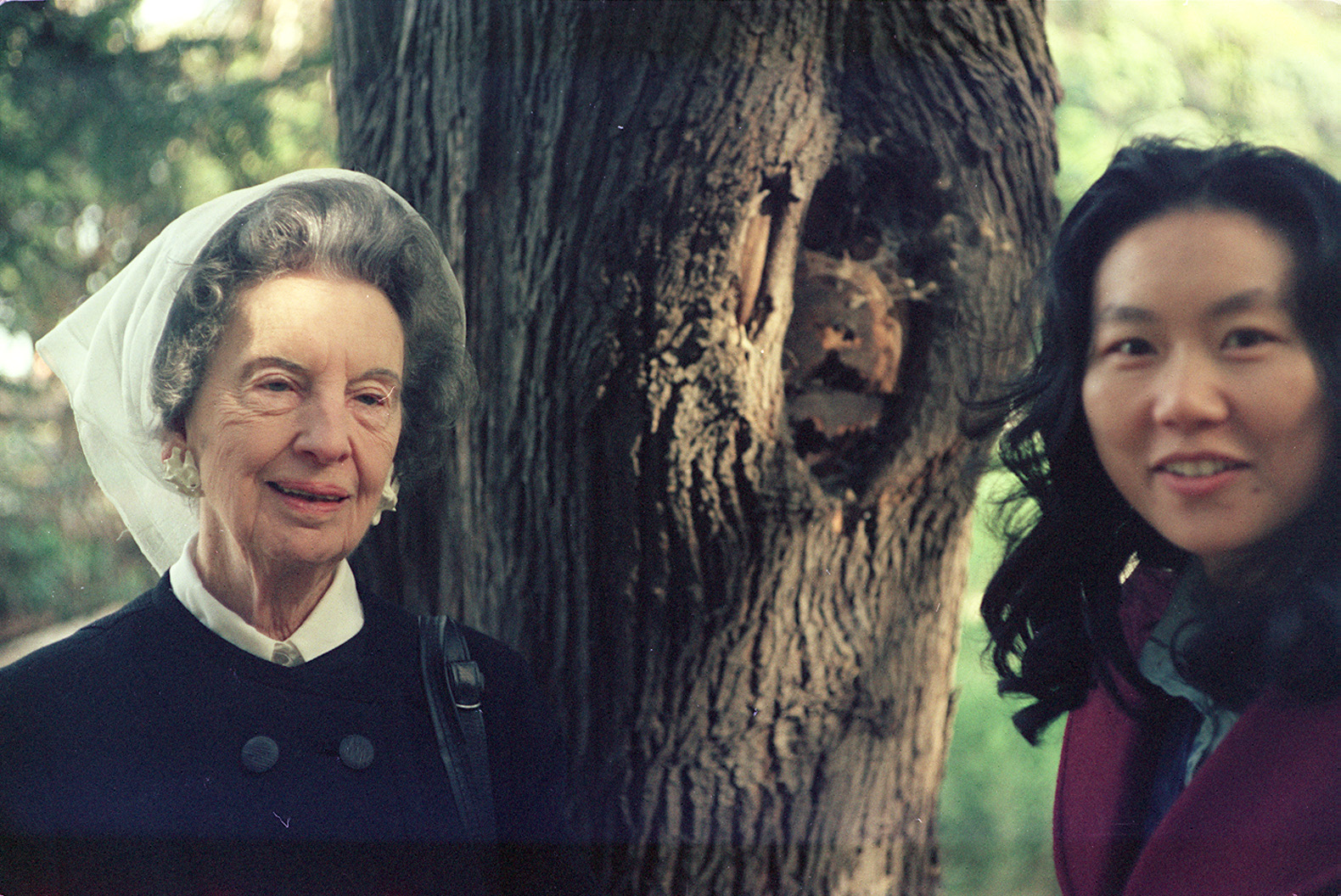
Kay Boyle con la historiadora del Área de la Bahía Connie Young Yu en San Francisco, 1976.

A principios de la década de 1960, Boyle y su esposo vivían en Rowayton, Connecticut, donde él enseñaba en una escuela privada para niñas. Luego fue recontratado por el Departamento de Estado y enviado a Irán, pero murió poco después, en 1963.
Boyle fue escritor residente en la Conferencia de Escritores de la Ciudad de Nueva York en el Wagner College en 1962. En 1963, aceptó un puesto de escritura creativa en la facultad de San Francisco State College, donde permaneció hasta 1979.
Durante este período se involucró mucho en el activismo político. Viajó a Camboya en 1966 como parte de la misión de investigación "Los estadounidenses quieren saber". Participó en numerosas protestas y en 1967 fue arrestada dos veces y encarcelada. En 1968, firmó el compromiso de " Protesta de impuestos de guerra de escritores y editores ", prometiendo rechazar el pago de impuestos en protesta contra la guerra de Vietnam. En sus últimos años, se convirtió en una partidaria activa de Amnistía Internacional y trabajó para la NAACP. Después de jubilarse de San Francisco State College, Boyle ocupó varios puestos de escritor residente durante breves períodos de tiempo, incluso en la Universidad de Eastern Washington en Cheney y la Universidad de Oregón en Eugene.
Boyle murió en Mill Valley, California, el 27 de diciembre de 1992.

## Legado
Durante su vida, Kay Boyle publicó más de 40 libros, incluidas 14 novelas, ocho volúmenes de poesía, 11 colecciones de ficción breve, tres libros para niños y traducciones y ensayos del francés al inglés. La mayoría de sus artículos y manuscritos se encuentran en la Biblioteca Morris de la Universidad del Sur de Illinois en Carbondale, Illinois. Morris Library tiene la Colección Ruby Cohn de Kay Boyle Letters y la Colección Alice L. Kahler de Kay Boyle Letters. En 1986 se publicó una recopilación completa de la vida y obra de Boyle titulada Kay Boyle, artista y activista de Sandra Whipple Spanier. En 1994, Joan Mellen publicó una voluminosa biografía de Kay Boyle, Kay Boyle: autora de sí misma.
Fue miembro de la Academia Estadounidense de las Artes y las Letras, además de sus dos premios O. Henry, recibió dos becas Guggenheim y en 1980 recibió la beca del Fondo Nacional para las Artes por "contribución extraordinaria a la literatura estadounidense durante una vida de trabajo creativo".

### Novelas
- Process (2001)
- Plagued by the Nightingale (1931)
- Year Before Last (1932)
- Gentlemen, I Address You Privately (1933)
- My Next Bride  (1934)
- Death of a Man  (1936)
- Yellow Dusk (Bettina Bedwell) (ghostwritten) (1937)[10]
- Monday Night  (1938)
- The Crazy Hunter: Three Short Novels (The Crazy Hunter, The Bridegroom's Body, and Big Fiddle) (1940)
- Primer for Combat  (1942)
- Avalanche  (1944)
- A Frenchman Must Die  (1946)
- 1939 (1948)
- His Human Majesty  (1949),
- The Seagull on the Step (1955)
- Three Short Novels (The Crazy Hunter,The Bridegroom's Body, Decision) (1958)
- Generation Without Farewell  (1960)
- The Underground Woman  (1975)
- Winter Night (1993)

### Colecciones de cuentos
- Short Stories (1929)
- Wedding Day and Other Stories (1930)
- The First Lover and Other Stories  (1933)
- The White Horses of Vienna (1935) ganadora O. Henry Award
- The Astronomer's Wife (1936)
- Defeat (1941), winner of the O. Henry Award
- Thirty Stories  (1946)
- The Smoking Mountain: Stories of Postwar Germany (1951)
- Nothing Ever Breaks Except the Heart  (1966)
- Fifty Stories  (1980)
- Life Being the Best and Other Stories (1988)

### Literatura juvenil
- The Youngest Camel (1939), revised edition published as The Youngest Camel: Reconsidered and Rewritten (1959)
- Pinky, the Cat Who Liked to Sleep (1966)
- Pinky in Persia (1968)

### Colecciones de poesía
- A Statement (1932)
- A Glad Day (1938)
- American Citizen: Naturalized in Leadville (1944)
- Collected Poems  (1962)
- The Lost Dogs of Phnom Pehn (1968)
- Testament for My Students and Other Poems (1970)
- A Poem for February First (1975)
- This Is Not a Letter and Other Poems  (1985)
- Collected Poems of Kay Boyle (Copper Canyon Press, 1991)

### No ficción
- Relations & Complications. Being the Recollections of H.H. The Dayang Muda of Sarawak. (1929), Forew. by T.P. O'Connor (Gladys Milton Brooke) (ghost-written)[10]
- Breaking the Silence: Why a Mother Tells Her Son about the Nazi Era (1962)
- The Last Rim of The World in "Why Work Series" (1966)
- Being Geniuses Together, 1920-1930 (1968; with Robert McAlmon)
- Winter Night and a conversation with the author in New Sounds In American Fiction (1969)
- The Long Walk at San Francisco State and Other Essays (1970)
- Four Visions of America (1977; with others)
- Words That Must Somehow Be Said (edited by Elizabeth Bell; 1985)

### Traducciones
- Don Juan, by Joseph Delteil (New York: Jonathan Cape and Harrison Smith, 1931)
- Mr Knife, Miss Fork, by René Crevel (Paris: Black Sun Press, 1931). A fragment of Babylon translated into English.
- The Devil in the Flesh, by Raymond Radiguet (Paris: Crosby Continental Editions, 1932)
- Babylon, by René Crevel (San Francisco: North Point Press, 1985)